# Altavista (Virginia)
Altavista è un comune degli Stati Uniti d'America, situato nello Stato della Virginia, nella Contea di Campbell.